# Schoppershof

Lage der Gemarkung 3464 Schoppershof in Nürnberg

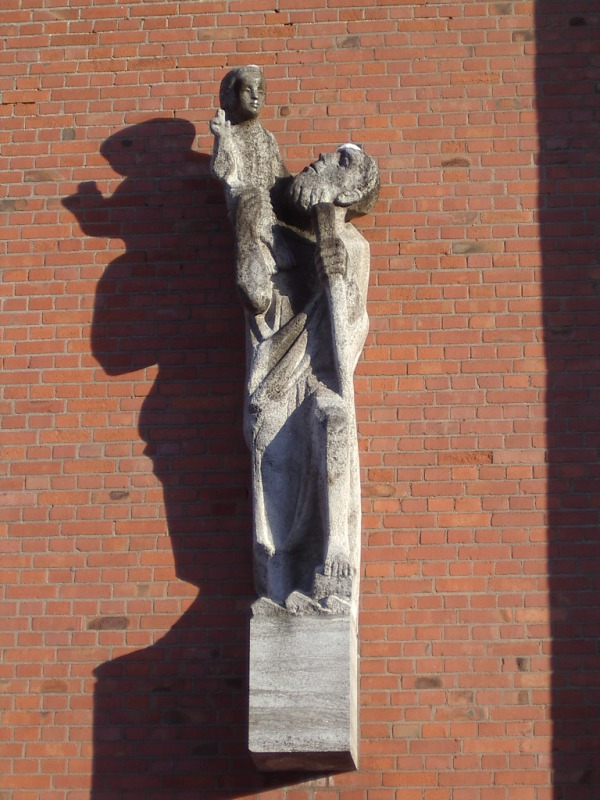
Christophorus an der Allerheiligenkirche

Schoppershof (nürnbergisch: Schobbashuf)  ist ein Stadtteil der kreisfreien Stadt Nürnberg in der Nordöstlichen Außenstadt. Schoppershof war von 1865 bis 1898 eine Gemeinde. Etliche ehemalige Herrensitze haben sich in Schoppershof erhalten (Schoppershof mit Schlösschen, Schübelsberg, Weigelshof). In der Substanz weitgehend erhalten ist die strahlenförmig vom Leipziger Platz ausgehende Wohnsiedlung aus den 1920er Jahren. Die Allerheiligenkirche wurde 1955 errichtet (Weihe 1956).

## Lage
Der Stadtteil liegt an der Äußeren Bayreuther Straße (Bundesstraße 2), südlich des Nordostbahnhofs. Auch das Quartier Nordostbahnhof gehört heute zum statistischen Bezirk 81 Schoppershof. Östlich liegt Erlenstegen, nordwestlich Marienberg und Flughafen, nördlich unter anderem Ziegelstein.

## Geschichte
Der Ort wurde im Jahr 1351 als „Schoppers hof“ erstmals schriftlich erwähnt. 1353 wurde das Anwesen „Durrenhof“ genannt. 1370 ist vom „haws [...] zuͤ dem Duͤrrenhof, genant ʒuͤ dem Schübelspuͤhel“ die Rede. Alle drei Bezeichnungen waren bis ins 17. Jahrhundert hinein im Gebrauch, erst dann setzte sich die heutige Form durch.
Dürr bezieht sich auf die Bodenqualität, Schopper war der Familienname des Besitzers. Das Anwesen lag vor dem Laufer Tor auf dem Schübelsberg.
Die Gutsherrschaft gehörte nacheinander den Ebner von Eschenbach, ab 1308 den Schopper von Schoppershof, dann Berthold Deichsler, ab 1468 den Kreß von Kressenstein, ab 1531 den Furtenbach auf Reichenschwand, ab 1561 Jacob Hofmann, ab 1569 Georg Gößwein und ab 1589 dem aus Venedig stammenden Großkaufmann Bartholomäus Viatis, dessen Schwiegersohn Martin Peller 1624 das Schloss (und die Handelsgesellschaft) erbte. 1642 trat der Sohn Tobias Peller das Erbe an, der auch die Anteile seiner Brüder übernahm. Weil seine Söhne keine männlichen Nachkommen hatten, verkauften sie Schoppershof 1710 an ihre Vettern von der Christoph Pellerschen Linie. Diese bestimmten den Besitz 1723 zu einem Fideikommiss, dessen Nutzung jeweils dem Familienältesten zustand. Die Peller von Schoppershof wurden 1818 geadelt; 1870 fiel mit Christoph Peller der letzte männliche Namensträger im Deutsch-Französischen Krieg. Von den Erben erwarben 1875 die Freiherren Tucher von Simmelsdorf den Besitz, der ihnen bis heute gehört. Der erste Bau war ein Wohnturm von 1370, der 1449 im Ersten Markgrafenkrieg zerstört und danach wieder aufgebaut wurde. 1552 wurde er im Zweiten Markgrafenkrieg erneut zerstört und als Weiherhaus 1575 unter Georg Gößwein neu erbaut. Heute haben die Dr. Lorenz Tucher’sche Stiftung und die Tucher’sche Kulturstiftung ihren Sitz im Herrenhaus, das auch über Gästezimmer für auswärtige Familienmitglieder verfügt.
Gegen Ende des 18. Jahrhunderts bestand Schoppershof aus 7 Anwesen (1 Schloss, 2 Höfe, 2 Halbhöfe, 1 Gut, 1 Ziegelei, 1 Brauerei). Das Hochgericht übte die Reichsstadt Nürnberg aus, was aber vom brandenburg-bayreuthischen Oberamt Baiersdorf bestritten wurde. Der Nürnberger Eigenherr von Peller war Grundherr über sämtliche Anwesen.
Von 1797 bis 1810 unterstand Schoppershof dem Justiz- und Kammeramt Erlangen. 1810 kam der Ort zum Königreich Bayern. Im Rahmen des Gemeindeedikts wurde Schoppershof dem 1813 gebildeten Steuerdistrikt Erlenstegen und der im selben Jahr gebildeten Ruralgemeinde Erlenstegen zugewiesen. Mit dem Zweiten Gemeindeedikt (1818) entstand die Ruralgemeinde Rennweg gebildet, in die Schoppershof umgemeindet wurde. In der freiwilligen Gerichtsbarkeit unterstand der gesamte Ort bis 1835 dem Patrimonialgericht Schoppershof. Am 1. Januar 1865 wurde Rennweg in die Stadt Nürnberg eingemeindet und die Ruralgemeinde Schoppershof gebildet. Zu dieser gehörten Bretzengarten, Deumentenhof, Rechenberg, Schallershof, Schübelsberg, Veilhof, Weigelshof und Winzelbürg. Die Gemeinde hatte 1888 eine Gebietsfläche von 2,481 km². Am 1. Januar 1899 wurde die Gemeinde Schoppershof nach Nürnberg eingegliedert.

### Baudenkmäler

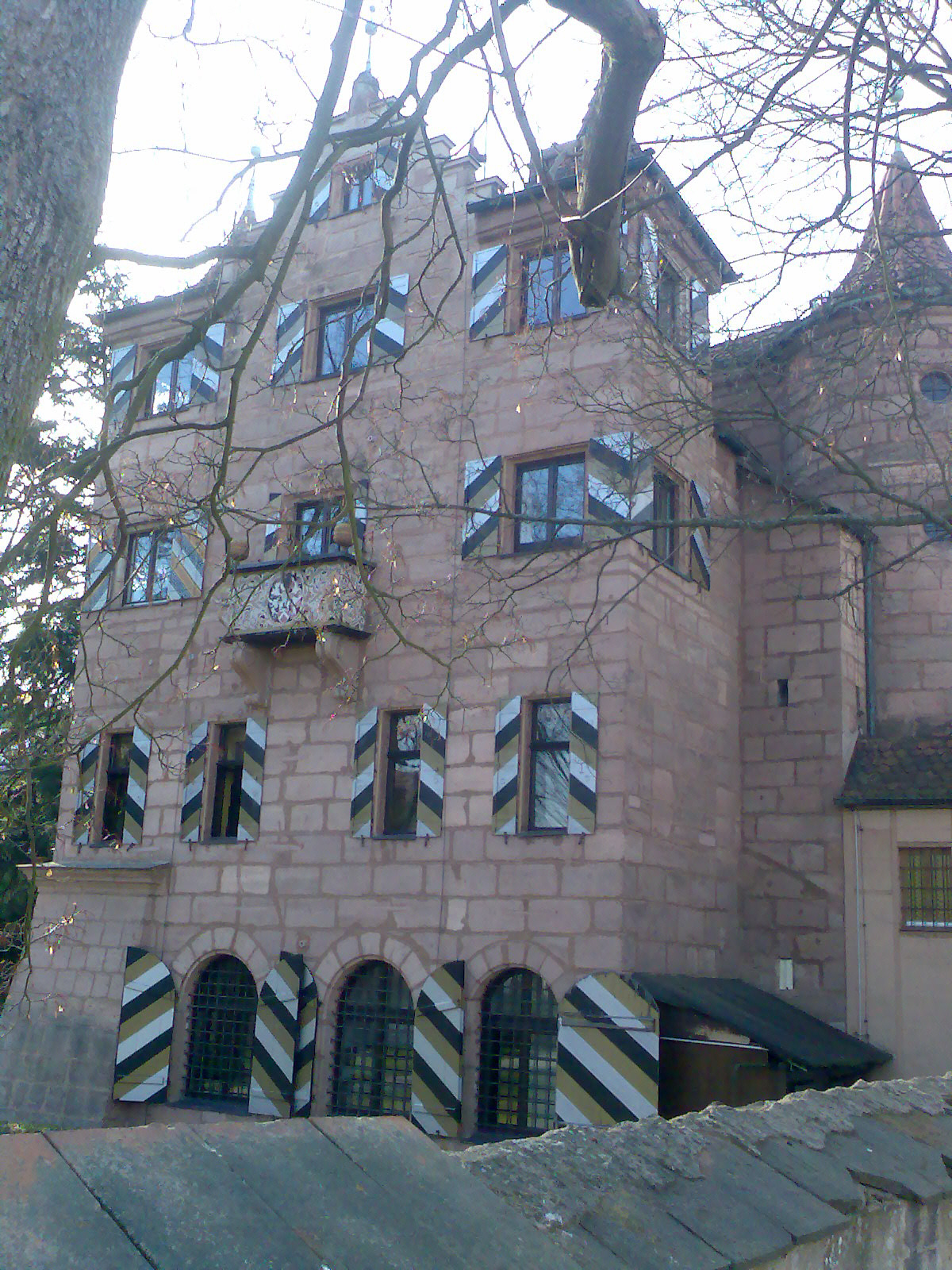
Herrensitz Schoppershof

In Schoppershof gibt es 19 Baudenkmäler:
- Äußere Bayreuther Straße 41, 43, 71, 99, 103: Mietshäuser
- Carl-von-Linde-Straße 10–24 (gerade Nummern): Wohnanlage Münchener Verein Lebens- und Altersversicherungsanstalt aG München
- Elbinger Straße 11: Freiherrlich von Tuchersches Stiftshaus am Herrensitz
- Elbinger Straße 16, 18, 20, 22b: Herrensitz Schoppershof mit Verwaltungsbau, Wirtschaftsgebäude, Gartenpavillons und Parkmauer
- Elbinger Straße 24 und 28: Taglöhnerhäuser
- Kasseler Straße 34: Pfarrhaus
- Kieslingstraße: Steinkreuz
- Längenstraße 4 und 10 Bauernhäuser
- Längenstraße 12/12b: Ehemaliges Beständnerhaus
- Oedenberger Straße 135: Konrad-Groß-Schule mit Schulbrunnen
- Senefelderstraße 2 und 4: Mietshäuser
- Willibaldstraße 42: Einfamilienhaus
- Katholische Pfarrkirche Allerheiligen

### Einwohnerentwicklung
Gemeinde Schoppershof
| Jahr      | 1867   | 1871   | 1875   | 1880   | 1885   | 1890   | 1895   | 1900   |
| Einwohner | 705    | 877    | 1267   | 1737   | 1948   | 2186   | 2271   | 2603   |
| Häuser    |        | 81     |        |        | 155    | 168    |        | 208    |
| Quelle    | [ 17 ] | [ 18 ] | [ 19 ] | [ 20 ] | [ 13 ] | [ 21 ] | [ 22 ] | [ 23 ] |

Ort Schoppershof
| Jahr      | 001818 | 001824 | 001836 | 001840 | 001861 | 001871 | 001885 | 001910 |
| Einwohner | 119    | 114    | 132    | 119    | 126    | 340    | 1386   | 6464   |
| Häuser    | 24     | 14     | 20     | 19     |        |        | 95     |        |
| Quelle    | [ 24 ] | [ 11 ] | [ 25 ] | [ 26 ] | [ 27 ] | [ 18 ] | [ 13 ] | [ 28 ] |

## Religion
Schoppershof ist seit der Reformation evangelisch-lutherisch geprägt und war ursprünglich nach St. Jobst gepfarrt, gegenwärtig ist die Pfarrei St. Lukas zuständig. Die Einwohner römisch-katholischer Konfession sind nach Allerheiligen gepfarrt.

## Verkehr
Erreichbar ist Schoppershof über die Bahnhöfe Schoppershof und Nordostbahnhof der U-Bahn-Linie U2 sowie mit den Buslinien 30, 45, 46, 49, 95 sowie seit Dezember 2016 der Ringbuslinie 65. Diese wechselt am Nordostbahnhof in die Linie 35 bis Röthenbach.  Am Nordostbahnhof beginnt die Gräfenbergbahn (Regionalbahnlinie RB21), die durch die Fränkische Schweiz nach Gräfenberg fährt.

## Infrastruktur
Das Nordostbad ist ein Hallenbad mit 25 m-Becken, Nichtschwimmerbecken und einem Außenbecken. Unweit davon ist auch das Einkaufszentrum Mercado zu finden, das auf dem Areal des ehemaligen Linde-Stadions steht.